# Kamienica przy ulicy Miodowej 3 w Krakowie
Kamienica przy ulicy Miodowej 3 – zabytkowa kamienica znajdująca się w Krakowie, w dzielnicy I przy ul. Miodowej, na Kazimierzu.
Kamienica została wzniesiona w latach 1897–1901. Zaprojektowana została przez Karola Knausa. W 1941 oraz 1947 roku budynek został przebudowany.
Kamienica znajduje się na obszarze Kazimierza, którego układ urbanistyczny został wpisany 23 marca 1934 do rejestru zabytków. Budynek znajduje się także w gminnej ewidencji zabytków.